# Marcus Williams (cestista 1985)
Marcus Darell Williams (Los Angeles, 3 dicembre 1985) è un ex cestista statunitense che giocava come playmaker.

## Carriera
Dopo aver giocato a livello liceale per la celebre Oak Hill Academy di Mouth of Wilson, Virginia è passato alla University of Connecticut, con la quale ha vinto il titolo NCAA nel 2004. Dopo l'esperienza triennale con gli Huskies della UConn, si è dichiarato eleggibile per la NBA ed è stato scelto nel draft 2006 al primo giro con il numero 22 dai New Jersey Nets.
Playmaker di indubbio talento, nella sua stagione d'esordio si è dovuto accontentare di fare da riserva al grande Jason Kidd mostrando però, quando chiamato in causa, di avere ottimi numeri finendo la stagione a oltre 6 punti e 3 assist di media.
Nel giugno 2015 viene trovato positivo in un controllo antidoping al THC.

## Statistiche

### College
| Anno       | Squadra       | PG | PT | MP   | TC%  | 3P%  | TL%  | RP  | AP  | PRP | SP  | PP   |
| ---------- | ------------- | -- | -- | ---- | ---- | ---- | ---- | --- | --- | --- | --- | ---- |
| 2003-2004† | UConn Huskies | 16 | 0  | 14,1 | 37,0 | 17,6 | 69,2 | 1,3 | 4,3 | 1,0 | 0,1 | 2,9  |
| 2004-2005  | UConn Huskies | 31 | 31 | 31,0 | 40,4 | 40,3 | 71,9 | 3,8 | 7,8 | 1,1 | 0,3 | 9,6  |
| 2005-2006  | UConn Huskies | 23 | 20 | 33,3 | 40,7 | 40,0 | 86,2 | 3,9 | 8,6 | 0,9 | 0,2 | 12,3 |
| Carriera   | Carriera      | 70 | 51 | 27,9 | 40,2 | 37,5 | 79,1 | 3,2 | 7,3 | 1,0 | 0,2 | 9,0  |

### NBA

#### Regular Season
| Anno      | Squadra           | PG  | PT | MP   | TC%  | 3P%  | TL%  | RP  | AP  | PRP | SP  | PP  |
| --------- | ----------------- | --- | -- | ---- | ---- | ---- | ---- | --- | --- | --- | --- | --- |
| 2006-2007 | N.J. Nets         | 79  | 2  | 16,6 | 39,5 | 28,2 | 84,7 | 2,1 | 3,3 | 0,4 | 0,0 | 6,8 |
| 2007-2008 | N.J. Nets         | 53  | 7  | 16,1 | 37,9 | 38,0 | 78,7 | 1,9 | 2,6 | 0,5 | 0,1 | 5,9 |
| 2008-2009 | G.S. Warriors     | 9   | 0  | 6,0  | 23,5 | 33,3 | 33,3 | 0,4 | 1,4 | 0,1 | 0,1 | 1,3 |
| 2009-2010 | Memphis Grizzlies | 62  | 1  | 14,1 | 38,4 | 29,6 | 67,3 | 1,5 | 2,6 | 0,5 | 0,0 | 4,3 |
| Carriera  | Carriera          | 203 | 10 | 15,2 | 38,6 | 32,1 | 76,7 | 1,8 | 2,8 | 0,4 | 0,0 | 5,6 |

#### Playoffs
| Anno     | Squadra   | PG | PT | MP  | TC%  | 3P% | TL%  | RP  | AP  | PRP | SP  | PP  |
| -------- | --------- | -- | -- | --- | ---- | --- | ---- | --- | --- | --- | --- | --- |
| 2007     | N.J. Nets | 12 | 0  | 6,5 | 33,3 | 7,7 | 80,0 | 0,8 | 1,1 | 0,1 | 0,0 | 2,4 |
| Carriera | Carriera  | 12 | 0  | 6,5 | 33,3 | 7,7 | 80,0 | 0,8 | 1,1 | 0,1 | 0,0 | 2,4 |

### G League
| Anno      | Squadra        | PG | PT | MP   | TC%  | 3P%  | TL%  | RP  | AP  | PRP | SP  | PP   |
| --------- | -------------- | -- | -- | ---- | ---- | ---- | ---- | --- | --- | --- | --- | ---- |
| 2017-2018 | Reno Bighorns  | 49 | 44 | 26,6 | 37,4 | 37,1 | 76,8 | 2,9 | 6,9 | 0,9 | 0,1 | 10,8 |
| 2018-2019 | Stockton Kings | 31 | 19 | 26,0 | 33,1 | 29,9 | 82,1 | 3,0 | 9,8 | 0,7 | 0,2 | 8,1  |
| Carriera  | Carriera       | 80 | 63 | 26,4 | 35,9 | 34,4 | 78,6 | 3,0 | 8,0 | 0,8 | 0,1 | 9,7  |

### Eurolega
| Anno      | Squadra          | PG | PT | MP   | TC%  | 3P%  | TL%  | RP  | AP  | PRP | SP  | PP   |
| --------- | ---------------- | -- | -- | ---- | ---- | ---- | ---- | --- | --- | --- | --- | ---- |
| 2012-2013 | Málaga           | 24 | 5  | 21,7 | 36,2 | 37,1 | 66,7 | 2,7 | 3,3 | 0,6 | 0,0 | 10,5 |
| 2013-2014 | Lokomotiv Kuban' | 24 | 10 | 23,0 | 33,1 | 27,8 | 75,6 | 2,2 | 3,8 | 0,3 | 0,0 | 7,2  |
| 2014-2015 | Stella Rossa     | 24 | 23 | 25,8 | 31,7 | 29,2 | 75,5 | 3,2 | 6,1 | 0,8 | 0,0 | 9,7  |
| 2015-2016 | Stella Rossa     | 3  | 0  | 15,1 | 25,0 | 18,2 | 75,0 | 2,0 | 5,3 | 0,0 | 0,0 | 5,0  |
| Carriera  | Carriera         | 75 | 38 | 23,2 | 33,4 | 31,4 | 72,4 | 2,7 | 4,4 | 0,6 | 0,0 | 9,0  |

### Eurocup
| Anno      | Squadra   | PG | PT | MP   | TC%  | 3P%  | TL%  | RP  | AP  | PRP | SP  | PP   |
| --------- | --------- | -- | -- | ---- | ---- | ---- | ---- | --- | --- | --- | --- | ---- |
| 2016-2017 | Budućnost | 7  | 6  | 27,2 | 39,5 | 25,7 | 69,2 | 1,3 | 5,1 | 0,9 | 0,1 | 12,3 |
| Carriera  | Carriera  | 7  | 6  | 27,2 | 39,5 | 25,7 | 69,2 | 1,3 | 5,1 | 0,9 | 0,1 | 12,3 |

## Palmarès

### Squadra
- Campione NCAA (2004)
- Campionato serbo: 1

Stella Rossa Belgrado: 2014-15
- Coppa di Serbia: 1

Stella Rossa Belgrado: 2015
- Coppa del Montenegro: 1

Budućnost: 2017
- Lega Adriatica: 1

Stella Rossa Belgrado: 2014-15

### Individuale
- NBA All-Rookie Second Team (2007)